# اقامه
در دین اسلام، پیش از برپایی نماز مستحب است که برای برپایی نماز و حضور قلب و ذهن، مجموعه ذکرهایی شبیه اذان بر زبان آورده می‌شود. به این مجموعه ذکر، در اصطلاح دین اسلام اقامه می‌گویند. ذکر اقامه نیز مانند ذکر اذان، در مذاهب شیعه و سنی کمی متفاوت است.

## متن اقامه
| متن عربیعربی قرآنی           | ترجمه                                                 | مذهب              | مذهب   | مذهب   | مذهب   | مذهب   |
| متن عربیعربی قرآنی           | ترجمه                                                 | شیعه              | سنی    | سنی    | سنی    | سنی    |
| متن عربیعربی قرآنی           | ترجمه                                                 | شیعه دوازده امامی | حنفی   | مالکی  | شافعی  | حنبلی  |
| ---------------------------- | ----------------------------------------------------- | ----------------- | ------ | ------ | ------ | ------ |
| ٱللَّٰهُ أَكْبَرُ                    | خدا بزرگ‌تر است (از آن چه که توصیف می‌شود).             | ×۲                | ×۲     | ×۴     | ×۲     | ×۴     |
| أَشْهَدُ أَنْ لَا إِلَٰهَ إِلَّا ٱللَّٰهُ      | گواهی می‌دهم که هیچ خدایی جز الله نیست. *              | ×۲                | ×۲     | ×۱     | ×۱     | ×۱     |
| أَشْهَدُ أَنَّ مُحَمَّدًا رَسُولُ ٱللَّٰهِ      | گواهی می‌دهم که محمّد پیامبر خداست. *                   | ×۲                | ×۲     | ×۱     | ×۱     | ×۱     |
| أَشْهَدُ أَنَّ عَلِيًّا وَلِيُّ ٱللَّٰهِ        | گواهی می‌دهم که علی ولی خداست. **                      | ×۲ (مستحب)        | ندارند | ندارند | ندارند | ندارند |
| حَيَّ عَلَىٰ ٱلصَّلَاةِحَيَّ عَلَىٰ ٱلصَّلَوٰةِ   | بشتاب به سوی نماز. *                                  | ×۲                | ×۲     | ×۱     | ×۱     | ×۱     |
| حَيَّ عَلَىٰ ٱلْفَلَاحِحَيَّ عَلَىٰ ٱلْفَلَٰحِ    | بشتاب به سوی رستگاری. *                               | ×۲                | ×۲     | ×۱     | ×۱     | ×۱     |
| حَيَّ عَلَىٰ خَيْرِ ٱلْعَمَلِ             | بشتاب به سوی بهترین کار. ***                          | ×۲                | ندارند | ندارند | ندارند | ندارند |
| قَدْ قَامَتِ ٱلصَّلَاةُقَدْ قَامَتِ ٱلصَّلَوٰةُ | همانا نماز به پا شده است.                             | ×۲                | ×۲     | ×۱     | ×۲     | ×۲     |
| ٱللَّٰهُ أَكْبَرُ                    | خدا بزرگ‌تر است (از آن که توصیف می‌شود).                | ×۲                | ×۲     | ×۲     | ×۲     | ×۲     |
| لَا إِلَٰهَ إِلَّا ٱللَّٰهُ              | جز خدای یکتا و بی همتا، خدای دیگری سزاوار پرستش نیست. | ×۱                | ×۱     | ×۱     | ×۱     | ×۱     |

* سنیان بر خلاف شیعیان، این تمام ذکرها (غیر از الله‌اکبر و قد قامت الصلاة) در اقامه فقط یک بار می‌گویند.
** عبارت «اشهد انّ علیّا ولی الله» فقط توسط شیعیان خوانده می‌شود. با این حال شیعیان اذعان دارند که این جمله جزو اذان و اقامه نیست و خواندن آن نیز واجب نیست بلکه مستحب و مستحسن است. گاهی بعضی از شیعیان عبارت دیگری را نیز به آن اضافه می‌کنند مانند «اشهد انّ مولانا امیرالمؤمنین علیّاً و ابناؤه المعصومین حجج الله» «گواهی می‌دهم که سرور ما امیر مؤمنان علی و پسران معصوم او حجّت و برهان‌هایی برای خدا(در زمین) هستند». 
*** 
جمله «حی علی خیرالعمل» به معنی "بشتاب به سوی بهترین کارهاً تنها توسط شیعیان گفته می‌شود. بر اساس بحارالانوار، در زمان پیغمبر این عبارت در اذان گفته می‌شده‌است امّا عمر این جمله را حذف کرد و گفت می‌ترسم مسلمانان نماز را بهترین کارها بدانند و از جهاد غافل شوند.
**** 
در هنگام نماز جماعت، در شیعیان اقامه توسط خود امام خوانده می‌شود ولی در اهل سنت این کار را معمولاً فرد دیگری انجام می‌دهد (در حالی که بر خلاف شیعیان کسی بنام مکبر حضور ندارد و امام با بلند خواندن اذکار مامومین را آگاه می‌کند). شیعیان پس از رسیدن به "قد قامت الصلاة" برای نماز برمی‌خیزند ولی اهل سنت در هنگام شروع اقامه از زمین بلند می‌شوند.